# SGI Prism
Prism es una serie de sistemas informáticos de visualización desarrollados y fabricados por Silicon Graphics (SGI). Lanzada en abril de 2005, la arquitectura del sistema básico de Prism se basa en los servidores Altix 3000, pero con hardware de gráficos. Prism utiliza el sistema operativo Linux y la biblioteca de software OpenGL.
Los modelos disponibles: 
- Power: admite de dos a ocho procesadores Itanium 2, hasta 96 GB de memoria RAM y de dos a cuatro canales de gráficos.
- Team: admite de 8 a 16 procesadores Itanium 2, hasta 192 GB de memoria RAM y de cuatro a ocho canales de gráficos.
- Extreme: admite 16 a 256 procesadores Itanium 2, hasta 3 TB de memoria RAM y 4 a 16 canales de gráficos.

Las líneas gráficas para el Prism son tarjetas ATI FireGL basadas en las GPU R350 o R420.